# Trypogeus cabigasi
Trypogeus cabigasi är en skalbaggsart som beskrevs av Antonio Vives 2005. Trypogeus cabigasi ingår i släktet Trypogeus och familjen långhorningar.
Artens utbredningsområde är Filippinerna. Inga underarter finns listade i Catalogue of Life.